# Groutiella tomentosa
Groutiella tomentosa là một loài Rêu trong họ Orthotrichaceae. Loài này được (Hornsch.) Wijk & Margad. mô tả khoa học đầu tiên năm 1960.